# Jules Dassin
Julius Dassin (Middletown, Connecticut; 18 de diciembre de 1911-Atenas, 31 de marzo de 2008) fue un guionista, escritor, actor y director de cine estadounidense de ascendencia judío-ruso. 
Tras una importante carrera cinematográfica, entre 1941 y 1950, acabó trasladándose a Francia, al ser incluido en la lista negra de Hollywood durante el macarthismo. Allí cambió su nombre por el de Jules, continuando con su profesión. Finalizó rodando en colaboración con Grecia.

## Biografía
Julius Dassin fue uno de los ocho hijos de Samuel Dassin, un barbero, y Berthe Vogel, inmigrantes rusos de religión judía.
Entre 1934 y 1936 estudió arte dramático en Europa; luego trabajó de 1936 a 1939 en el Yiddish Proletarian Theatre (ARTEF) de Nueva York como actor y director, produciendo al mismo tiempo programas radiofónicos. En esa década fue militante de izquierda, pero en 1939, con el pacto germano-soviético, abandonó la afiliación expresa. 
A partir de 1940, trabajó en Hollywood en calidad de ayudante de dirección de Alfred Hitchcock. Un año más tarde debutó como realizador e hizo varias películas sobre la época, como El agente nazi y Reunión en Francia. Más autónomo es su film inspirado en una historia de Oscar Wilde, El fantasma de Canterville.
Lo mejor de su obra se inscribe en el cine de gánsteres y policiaco de posguerra: Fuerza bruta (Brute Force, 1947), La ciudad desnuda (The Naked City, 1948), que es al tiempo un documental sobre Nueva York, y Mercado de ladrones (Thieves' Highway, 1949). Son películas de gran valor visual, que a menudo se han incluido en el llamado «cine negro».
Estaba dotado de un estilo realista, muy incisivo y acaso violento. Por las denuncias, en la persecución maccarthista, se exilió en Europa. En 1950, Dassin rodó en Londres Noche en la ciudad con el actor Richard Widmark en el papel principal. Realizó en Francia, conocido ya como Jules Dassin, las muy recordadas Rififi (Du rififi chez les hommes, 1954) y Nunca en domingo (1960). 
Luego, casado con la actriz Melína Merkoúri desde 1966, realizó la parte de su obra en Grecia, como por ejemplo El que debe morir (Celui qui doit mourir, 1956), según la novela Cristo nuevamente crucificado, de Nikos Kazantzakis.
Jules Dassin falleció de gripe el 31 de marzo de 2008, a los 96 años de edad.

## Filmografía
- 1941: The Tell-Tale Heart, cortometraje
- 1942: Nazi Agent (El agente nazi)
- 1942: The Affairs of Martha
- 1942: Reunion in France (Reunión en Francia)
- 1943: Young Ideas
- 1944: The Canterville Ghost (El fantasma de Canterville)
- 1946: Two Smart People
- 1946  A Letter for Evie
- 1947  Brute Force (Fuerza bruta)
- 1948  The Naked City (La ciudad desnuda)
- 1949: Thieves' Highway
- 1950: Night and the City (Noche en la ciudad)
- 1955: Rififi
- 1957: Celui qui doit mourir (El que debe morir)
- 1959: La legge (La ley)
- 1960: Nunca en domingo
- 1962: Fedra
- 1964:Topkapi
- 1966: 10:30 P.M. Summer
- 1967: Survival
- 1968: Uptight
- 1970: Promise at Dawn
- 1974: The Rehearsal
- 1978: Kravgi gynaikon (Gritos de pasión)
- 1980: Circle of Two (Círculo de dos)

## Premios y nominaciones
Premios Óscar
| Año  | Categoría                     | Película         | Resultado |
| ---- | ----------------------------- | ---------------- | --------- |
| 1961 | Oscar a la mejor dirección    | Nunca en domingo | Nominado  |
| 1961 | Oscar al mejor guion original | Nunca en domingo | Nominado  |

Festival Internacional de Cine de Cannes
| Año  | Categoría        | Película          | Resultado |
| ---- | ---------------- | ----------------- | --------- |
| 1955 | Mejor director   | Rififi            | Ganador   |
| 1957 | Mención especial | El que debe morir | Ganador   |